# سیارک ۴۹۹۸
سیارک ۴۹۹۸ (به انگلیسی: 4998 Kabashima، نامگذاری:1986VG) چهار هزار و نهصد و نود و هشتمین سیارک کشف شده‌است که در ۵ نوامبر ۱۹۸۶ کشف شد.